# Hugo Buyla
Hugo Buyla Sam (Zaragoza, Aragón, España, 8 de marzo de 2005) es un futbolista hispano-ecuatoguineano que juega como defensa y su equipo es el Club América sub-23 de la Liga MX Sub-23. Asimismo, es internacional absoluto con la selección de Guinea Ecuatorial. Es hermano del también futbolista Jannick Buyla.

## Biografía
Hijo de padres ecuatoguineanos, quienes emigraron primero a Madrid y finalmente a Zaragoza. Nació y se crio en la capital aragonesa, al igual que su hermano mayor Jannick Buyla. Su familia pertenece al grupo étnico bubi.

## Trayectoria
Jugador formado en la cantera del C. D. Oliver y del Real Zaragoza en el que estuvo hasta categoría cadete, ya que en 2021 en categoría juvenil firmó por la Atalanta Bergamasca Calcio.
En la temporada 2023-24, fue cedido a la Unione Calcio Sampdoria, en principio para jugar en la categoría Primavera.
El 31 de octubre de 2023, hizo su debut con el primer equipo de la Sampdoria a las órdenes de Andrea Pirlo, en un encuentro de la Copa de Italia frente a la Salernitana.

## Selección nacional
Es internacional por la selección de fútbol de Guinea Ecuatorial, con la que hizo su debut el 9 de enero de 2024 en un encuentro amistoso contra Yibuti, que concluyó con empate a uno. En enero de 2024, integró la plantilla ecuatoguineana que compitió en la Copa Africana de Naciones 2023, pero no llegó a tener minutos en ella.

## Clubes
| Club                               | País   | Año  |
| ---------------------------------- | ------ | ---- |
| Sampdoria (cedido por la Atalanta) | Italia | 2023 |